# Fritz Bauer (jurist)
Fritz Bauer, född 16 juli 1903 i Stuttgart, död 1 juli 1968 i Frankfurt am Main, var en tysk jurist. Han var distriktsåklagare i Hessen från 1956 till sin död. Bauer gjorde betydelsefulla insatser för att Auschwitzrättegångarna kom till stånd och var delaktig i uppspårandet av Adolf Eichmann i Argentina.

## Biografi
Bauer var tysk jude och socialdemokrat. Han tvingades bort från sitt domstolsämbete av nazisterna och sattes sedan i koncentrationsläger. Han gick sedan i landsflykt till Danmark och senare under en period i Sverige. Återkomsten till Västtyskland 1949 innebar början på hans efterkrigskarriär och hans arbete med att få nazisternas brott förda till domstol. Han var först åklagare i Braunschweig där han 1952 var åklagare vid den uppmärksammade processen mot generalmajoren Otto Ernst Remer. Remer hade kallat männen bakom 20 juli-attentatet för landsförrädare och rättegången kom att handla om huruvida de var landsförrädare eller inte. Bauer var framgångsrik då domstolen gick på hans linje att motståndet mot naziregimen var legitim. Detta innebar att efterlevande kunde få pension (änkepension) och att egendom kunde återfås.
År 1956 utsågs han till allmän huvudåklagare i förbundslandet Hessen. Han spelade en avgörande roll i sökandet efter Adolf Eichmann då han fick uppgifter som han skickade till israeliska säkerhetstjänsten Mossad istället för till den västtyska polisen. Han kom sedan att från 1959 tillsammans med tre åklagare att leda arbetet som ledde fram till den första av Auschwitzrättegångarna i Frankfurt 1963–1965. I processen stod 22 personer åtalade för brott i Auschwitz och under processen hördes 357 vittnen. Vid både domstolen i Braunschweig och Frankfurt lät Bauer sätta upp skyltar med texten "Människans värdighet är oantastlig" som är den första artikeln i Tysklands grundlag.
Bauer avled i sin lägenhet i Frankfurt am Main. I Tyskland har Fritz Bauer Institut fått sitt namn efter Bauer. 2014 visar Jüdisches Museum i Frankfurt am Main en utställning om Fritz Bauer.

### Webbkällor
- ”Fritz Bauer — ein deutscher Held” (på tyska). Süddeutsche Zeitung. 20 december 2013. Arkiverad från originalet den 3 april 2014. https://www.webcitation.org/6OZDhh7Ea?url=http://www.sueddeutsche.de/politik/jahre-frankfurter-auschwitz-prozess-fritz-bauer-ein-deutscher-held-1.1848015. Läst 3 april 2014.